# 圣波尔格
圣波尔格（法語：Saint-Polgues，法語發音：[sɛ̃ pɔlɡ]）是法国卢瓦尔省的一个市镇，位于该省中北部，属于罗阿讷区。

## 地理
圣波尔格（45°54'44"N, 3°58'30"E）面积5.77 平方千米，位于法国奥弗涅-罗讷-阿尔卑斯大区卢瓦尔省，该省份为法国中南部省份，北起顺时针与索恩-卢瓦尔省、罗讷省、伊泽尔省、阿尔代什省、上盧瓦爾省、多姆山省和阿列省接壤。
与圣波尔格接壤的市镇（或旧市镇、城区）包括：比利、克勒莫、苏泰尔农、卢瓦尔河畔韦兹兰。

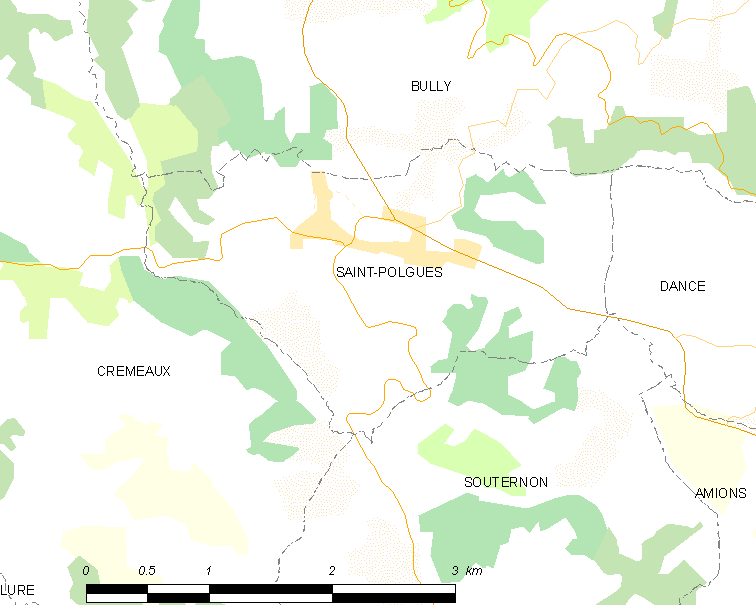
圣波尔格的OSM定位图

圣波尔格的时区为UTC+01:00、UTC+02:00（夏令时）。

## 行政
圣波尔格的邮政编码为42260，INSEE市镇编码为42274。

## 政治
圣波尔格所属的省级选区为利尼翁河畔博安县。

## 人口

1962-2008年间圣波尔格人口变化图示

圣波尔格于2022年1月1日时的人口数量为275人。